# الحجاب: المحجبات
الحجاب: المحجبات (بالبرتغالية: Hijab: Mulheres de véu‏) هو فيلم وثائقي برازيلي صدر عام 2013 من إخراج باولو هالم.

## القصة
باتريشيا وزهرين وجميله (Jamile) ومارية وجميلة (Jamila) ومارسيلا من نساء كاريوكا (ريو دي جانيرو) اللواتي اعتنقن دين الإسلام وبدأن في ارتداء الحجاب، وهو الخمار التقليدي الذي يغطي شعر النساء المسلمات. يتحاور الفيلم مع هؤلاء النسوة ويظهر تبعات هذا الخيار الديني في علاقتهن بأسرهن في المدرسة والعمل.